# Adwokatura w Polsce
Adwokatura w Polsce istnieje od ponad 100 lat.

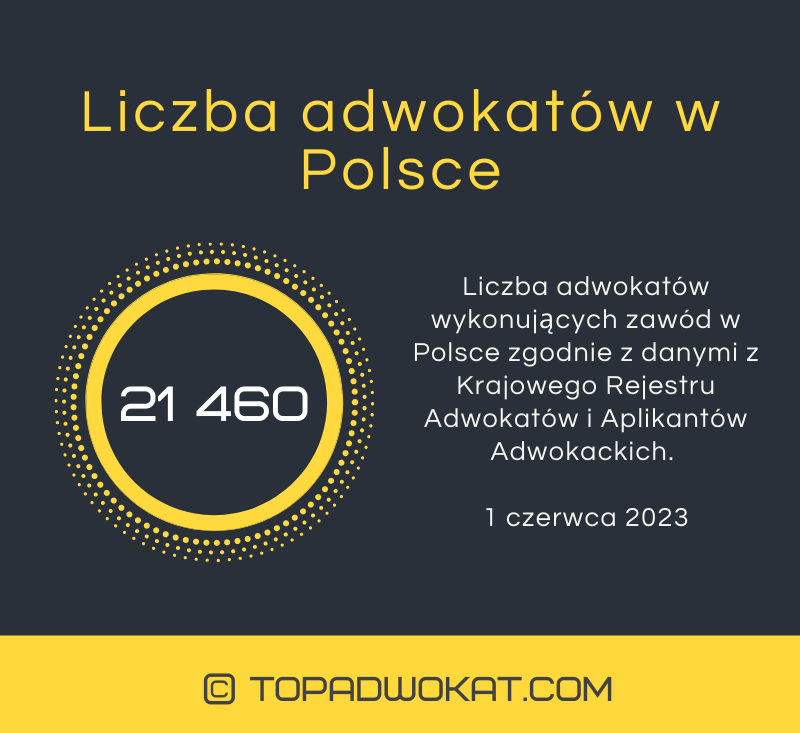
Liczba adwokatów w Polsce (czerwiec 2023)

Liczba adwokatów w największych polskich miastach (czerwiec 2023)

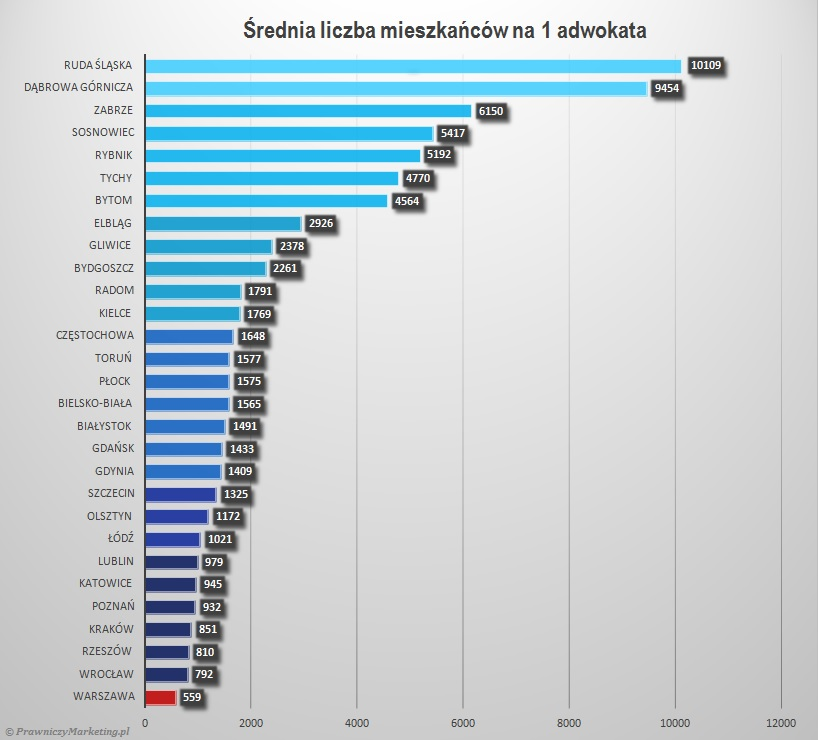
Średnia liczba mieszkańców na 1 adwokata w największych polskich miastach (maj 2015)

## Wymagania zawodowe
W Polsce adwokatem zostaje w szczególności prawników, którzy po ukończeniu prawniczych jednolitych studiów magisterskich z wynikiem pozytywnym złożyli egzamin wstępny organizowany przez Ministra Sprawiedliwości, a następnie odbyli aplikację adwokacką oraz złożyli egzamin adwokacki, z zastrzeżeniem art. 65 i 66 ust. 1 i 2 Ustawy Prawo o adwokaturze.
Na listę adwokatów może być wpisany ten, kto:
1. jest nieskazitelnego charakteru i swym dotychczasowym zachowaniem daje rękojmię prawidłowego wykonywania zawodu adwokata;
2. korzysta w pełni z praw publicznych oraz ma pełną zdolność do czynności prawnych;
3. ukończył wyższe studia prawnicze w Rzeczypospolitej Polskiej i uzyskał tytuł magistra lub zagraniczne studia prawnicze uznane w Rzeczypospolitej Polskiej;
4. odbył w Rzeczypospolitej Polskiej aplikację adwokacką i złożył egzamin adwokacki, z zastrzeżeniem art. 66 ust. 1 i 2.

Adwokat może wykonywać swój zawód w zespołach adwokackich lub indywidualnie (także w formie handlowych spółek osobowych). Kandydat na adwokata musi ukończyć wyższe studia prawnicze, odbyć aplikację adwokacką, tj. praktykę w adwokaturze oraz zdać egzamin adwokacki. Osoby posiadające tytuł naukowy profesora lub stopień naukowy doktora habilitowanego w dziedzinie nauki prawne są zwolnieni z konieczności odbycia aplikacji i zdawania egzaminu adwokackiego.
Zawód adwokata polega na świadczeniu pomocy prawnej, a w szczególności na udzielaniu porad prawnych, sporządzaniu opinii prawnych, opracowywaniu projektów aktów prawnych oraz występowaniu przed sądami i urzędami. Adwokaturę stanowi ogół adwokatów i aplikantów adwokackich. Prawo wykonywania zawodu ma tylko ten, kto został wpisany na listę adwokatów przez okręgową radę adwokacką. W Polsce wpisanych na listę jest ponad 22 tys. adwokatów. (za: Rocznik Statystyczny Rzeczypospolitej Polskiej 2019)

## Organy adwokatury
Organy adwokatury na szczeblu centralnym to:
- Krajowy Zjazd Adwokatury,
- Naczelna Rada Adwokacka,
- Wyższy Sąd Dyscyplinarny,
- Rzecznik Dyscyplinarny Adwokatury
- Wyższa Komisja Rewizyjna.

Na szczeblu regionalnym istnieją izby adwokackie, które skupiają adwokatów i aplikantów adwokackich. Organami izby są: zgromadzenie izby, okręgowa rada adwokacka, sąd dyscyplinarny, komisja rewizyjna.
Naczelna Rada Adwokacka, izby adwokackie i zespoły adwokackie mają osobowość prawną. Najwyższym ciałem samorządu jest Naczelna Rada Adwokacka, natomiast w rejonie, okręgowa rada adwokacka. Do Naczelnej Rady Adwokackiej należy m.in.: uchwalanie regulaminów dotyczących zasad odbywania aplikacji adwokackiej i składania egzaminu adwokackiego, regulaminu dotyczącego zasad wykonywania zawodu indywidualnie lub w określonych spółkach, regulaminu dotyczącego zasad przeprowadzania konkursu na aplikantów adwokackich. Okręgowa rada adwokacka uprawniona jest m.in. do występowania z wnioskiem do organów rejestrowych lub ewidencyjnych o wszczęcie postępowania o wykreślenie z rejestru lub ewidencji podmiotu prowadzącego działalność w zakresie pomocy prawnej niezgodnie z przepisami ustawy Prawo o adwokaturze.

## Liczba adwokatów w Polsce
Zgodnie z danymi z Krajowego Rejestru Adwokatów i Aplikantów Adwokackich liczba adwokatów czynnych zawodowo w Polsce w czerwcu 2023 wynosiła 21460, a liczba aplikantów adwokackich wynosiła 4612. Najwięcej adwokatów wykonywało swój zawód na terenie Warszawy w liczbie 5495. Kolejne polskie miasta najliczniejsze pod względem liczby adwokatów to Kraków, Wrocław, Łódź i Poznań.
Dysproporcje pod względem liczby adwokatów na terenie całej Polski wynikają przede wszystkim z czynników socjologicznych i gospodarczych. Na diagramach można przeanalizować liczbę adwokatów w największych polskich miastach oraz zobaczyć jak rozkłada się liczba mieszkańców na 1 adwokata w poszczególnych miastach Polski.

## Adwokat a radca prawny
Zawodem pokrewnym do adwokata jest zawód radcy prawnego. Podstawową różnicą między radcami prawnymi a adwokatami to możliwość świadczenia pomocy prawnej w stosunku pracy (którą mają radcowie). Przed 1 lipca 2015 roku obrońcą w procesie karnym, tj. w sprawach karnych i karnoskarbowych, mógł być tylko adwokat. Obecnie obrońcą w procesie karnym może być również radca prawny (art. 82 Kodeksu postępowania karnego w brzmieniu obowiązującym od 1 lipca 2015 roku). Zgodnie z art. 8 ust. 6 ustawy o radcach prawnych pomoc prawna polegająca na występowaniu przez radcę prawnego w charakterze obrońcy w sprawach o przestępstwa i przestępstwa skarbowe może być świadczona w ramach wykonywania przez niego zawodu na podstawie umowy cywilnoprawnej, w kancelarii radcy prawnego oraz w spółce, pod warunkiem, że radca prawny nie pozostaje w stosunku pracy. Zakaz zatrudnienia nie dotyczy pracowników badawczych i badawczo-dydaktycznych.
Istniejący podział na dwie korporacje uznawany jest za sztuczny. Z tego powodu wysuwane są koncepcje połączenia radców prawnych z adwokatami w jednej wspólnej korporacji.

## Specjalizacja w adwokaturze
W przeciwieństwie do zawodu lekarza adwokaci nie uzyskują stopni specjalizacji w konkretnej dziedzinie prawa. Każdy adwokat jest uprawniony do praktykowania w dowolnej dziedzinie prawa.
Niemniej w 2016 roku w Adwokaturze zostały powołane sekcje tematyczne praktyków prawa działające przy okręgowych radach adwokackich. Wówczas wszedł w życie uchwalony w dniu 15 stycznia 2016 r. przez Naczelną Radę Adwokacką nowy regulamin organizacji i funkcjonowania okręgowych rad adwokackich. Postulat ich utworzenia pojawił się w uchwale programowej „Adwokatura Warszawska – wyzwania w obliczu zmian” Nadzwyczajnego Zgromadzenia Izby Adwokackiej w Warszawie z dnia 11 października 2014 roku. Z inicjatywy ówczesnego dziekana ORA w Warszawie adw. Pawła Rybińskiego został powołany roboczy zespół ds. sekcji praktyków prawa, któremu przewodniczył adw. dr Kamil Szmid – pomysłodawca projektu, obecnie koordynator ds. sekcji praktyków prawa.
Zgodnie z regulaminem organizacji i funkcjonowania okręgowych rad adwokackich sekcja może zostać powołana przez radę z własnej inicjatywy lub na wniosek co najmniej 30 członków izby. Członkostwo w sekcjach oraz uczestnictwo w szkoleniach umożliwia zdobycie punktów doskonalenia zawodowego. Sekcje odgrywają znaczącą rolę opiniodawczą oraz projektodawczą w procesach legislacyjnych. Członkostwo i praca w sekcjach są oparte na zasadach transparentności i dobrowolności, a także zapewnieniu równego dostępu wszystkim zainteresowanym. Przedmiotem działania sekcji jest propagowanie i pogłębianie wiedzy oraz doświadczeń zawodowych ich członków w określonej dziedzinie prawa. W ramach sekcji organizowane są liczne wydarzenia służące podnoszeniu kwalifikacji oraz jakości doskonalenia zawodowego przez adwokatów, stwarzające zróżnicowane możliwość wymiany doświadczeń. Celem sekcji jest również dbałość o wizerunek i promocję adwokatów jako specjalistów w wybranych dziedzinach prawa, a także wzmacnianie integracji środowiska adwokackiego.